# Nidema
Nidema es un género que tiene asignada dos especies de orquídeas, es originario de México oeste de Sudamérica y Caribe.

## Descripción
Tienen un pseudobulbo con una sola hoja con una inflorescencia que se eleva desde el ápice de una nueva formación de pseudobulbo. Las flores tienen los sépalos y pétalos libres y el labio completamente libre desde el pie de la columna con anteras apicales  y cuatro polinias comprimidas.

## Distribución y hábitat
Son plantas epífitas que se desarrollan con temperaturas cálidas desde México a Perú y las islas del Caribe y Surinam en selvas húmedas desde el nivel del mar hasta los 500 m s. n. m.

## Taxonomía
El género fue descrito por Britton & Millsp. y publicado en The Bahama Flora 94. 1920.
Etimología
Nidema: nombre genérico que fue nombrado por el anagrama del género Dinema que está estrechamente relacionado.

## Especies
- Nidema boothii (Lindl.) Schltr.
- Nidema ottonis (Rchb.f.) Britton & Millsp.